# 황락계곡
황락계곡(皇洛溪谷)은 충청남도 서산시 해미면 황락리에 있는 계곡이다. 계곡의 길이는 약 2km다.

## 지리
황락계곡 일대의 암석은 중생대 쥐라기에 형성된 대보화강암이다. 가야산에서 석문봉, 일락산의 북서쪽 능선이 분수계인데, 황락계곡은 일락산 서쪽 골짜기에 위치한다. 골짜기 폭이 좁은 형태고, 암석의 노출이 뚜렷히 볼 수 있다. 흘러내린 물의 침식으로 만들어진 원형 모양의 구멍인 포트홀을 볼 수 있다.

## 현황
일락산의 깊은 계곡에서 흐르는 물은 오염되지 않고, 맑고 차가와 여름철 피서객들로부터 각광을 받고 있다. 또한 지형에 따라 수영이 가능한 곳이 있어 물놀이 공간으로 이용할 수 있는 등 관광휴양지로 사랑받고 있다.
서해안고속도로 해미 나들목 인근에 있어 수도권에서 접근성이 뛰어나다. 근처에 일락사, 해미읍성, 해미순교성지, 개심사 등이 있다.